# Отто, Христиан Григорьевич
Кристиан (Христиан, Крестьян) Григорьевич Отто (ум. 9 ноября 1725) — российский военно-морской деятель Петровского времени, обер-цейхмейстер контр-адмиральского ранга, ключевой создатель и начальник русской морской артиллерии.  В последние годы жизни — член Адмиралтейств-коллегии, управляющий Сестрорецкими орудийными заводами. 

## Биография
По рождению — подданный Швеции. На русскую службу поступил в июне 1698 года штурманом, и тогда же был отправлен в Воронеж, где в течение нескольких лет руководил созданием корабельных орудий на воронежском заводе и снабжением артиллерией судов Азовской флотилии. Кроме того, он обучал первых русских морских офицеров, а также несколько раз был командирован для осмотра работ на Романовские и Липецкие заводы. В феврале 1715 года Отто получил приказание, взяв с собой пушкарей и пушкарских учеников, отправиться из Воронежа в Санкт-Петербург, для управления артиллерийскими делами во флоте и при Адмиралтействе. В том же году, 15 июня, он был произведен в цейхмейстеры капитан-командорского ранга. 
В ноябре 1718 года Отто были подчинены все корабельные канониры Балтийского флота, кроме того, ему же вверен был надзор за Пергаментным двором, поступившем в ведомство Адмиралтейств-коллегии. Произведенный 22 октября 1721 года в обер-цейхмейстеры контр-адмиральского ранга, Отто, однако, уже в следующем году был отдан под суд за употребление артиллерийских служителей в качестве бесплатной рабочей силы на частном строительстве. Суд тянулся два года, однако всё это время Отто не только оставался на свободе, но и продолжал исполнять свои обязанности. Когда суд признал Отто виновным, генерал-адмирал граф Ф.П. Апраксин и тогда приказал не лишать Отто должности, как заслуженного офицера, а только подвергнуть его денежному штрафу в пользу казны. Кроме того, Отто обязали выплатить компенсации артиллеристам, которых он привлёк к незаконным работам. 
Карьера Отто после этого продолжалась: 8 августа 1723 года он был назначен членом Адмиралтейств-коллегии, а 8 февраля 1724 года — управляющим Сестрорецкими оружейными заводами, и в этом звании оставался до самой смерти, то есть до 9 ноября 1725 года.